# إيثان
الإيثان هو مركب كيميائي وله الصيغة البنائية CH3−CH3 . وهو من الألكانات، أي أنه هيدروكربون أليفاتي. وفي الضغط والحرارة العاديين فإنه غاز عديم اللون والرائحة.
وهو أبسط أنواع الكربونات المشبعة التي بها أكثر من ذرة كربون. والإيثان مركب هام للصناعة، بتحويله إلى الإثيلين عن طريق التكسير الكيميائي.
وبالمقياس الصناعي, فإن الإيثان ينتج من الغاز الطبيعي ومن تقطير النفط.